# Choi Ik-hyun
Choi Ik-hyun (5 décembre 1833 - 5 novembre 1906) est un homme politique, un écrivain et un philosophe néoconfucianiste coréen. Lors de la prise de contrôle du pays par les Japonais, il se place à la tête d'une armée de justice pour les combattre. Après sa capture, emprisonné sur l'ile de Tsushima, il se lance dans une grève de la faim et meurt en martyr en 1906.  Son nom de plume était Myeonam (면암, 勉庵), ses noms de courtoisie Changyeom (찬겸, 贊謙) et Ginam (기남, 奇男).

## Œuvres
- Myeonam jip (면암집, 勉庵集)
- Myeonam sokjip (면암속집, 勉庵屬集)